# Siempre en línea
Los términos siempre en línea, DRM siempre activo o autenticación en línea persistente se refieren a una forma de gestión de derechos digitales (DRM, del inglés digital rights management) que requiere que el usuario mantenga una conexión constante a un servidor, generalmente a través de internet, para utilizar un producto específico. Esta técnica se implementa principalmente para prevenir la piratería o la infracción de derechos de autor. Sin embargo, su uso ha sido objeto de controversia, ya que, aunque pretende combatir la piratería, a menudo causa inconvenientes significativos a los usuarios legítimos debido al punto único de fallo que introduce.

## Uso y crítica en videojuegos
Videojuegos populares como Diablo III, Super Mario Run y Starcraft 2 emplean sistema siempre en línea, exigiendo a los jugadores estar conectados a internet incluso en modos para un solo jugador. Esta práctica ha sido criticada en títulos como Diablo III y SimCity (2013), donde los errores en el lanzamiento se atribuyeron a la implementación del sistema siempre en línea. En el caso de SimCity, el desarrollador Maxis defendió inicialmente esta práctica argumentando que el juego dependía de la computación en la nube para el procesamiento en el juego, aunque posteriormente se confirmó que esto solo era necesario para ciertas funciones sociales y entre ciudades.
Una desventaja significativa del sistema siempre en línea es que, cuando el servidor de autenticación experimenta fallos o una región sufre una interrupción de internet, los usuarios se ven imposibilitados de jugar. Además, cuando los servidores de un juego se cierran, este queda completamente inutilizable sin recurrir a la evasión ilegal del DRM, como ocurrió con Darkspore.

### Ubisoft
Ubisoft ha sido una de las compañías más criticadas por implementar el sistema siempre en línea en títulos como Silent Hunter 5: Battle of the Atlantic, Assassin's Creed II y Driver: San Francisco. Aunque en septiembre de 2012 anunciaron que no emplearían más este tipo de DRM en futuros juegos, posteriormente lo reintrodujeron en títulos como The Crew, The Division y For Honor. Assassin's Creed Odyssey también enfrentó críticas en febrero de 2019 por requerir una conexión en línea incluso en modo fuera de línea, aunque Ubisoft aclaró que se trataba de un error que sería corregido.
The Crew recibió críticas por ser siempre en línea a pesar de ser modo campaña. Lanzado en 2014, este juego de carreras en mundo abierto requería una conexión permanente a internet. En marzo de 2024, Ubisoft cerró sus servidores y lo que dejó el juego completamente inaccesible para los jugadores. Esta decisión llevó a que dos jugadores de California presentaran una demanda colectiva contra Ubisoft, acusando a la compañía de violar las leyes de protección al consumidor al vender un producto que, sin los servidores activos, se vuelve inutilizable. Argumentan que Ubisoft engañó a los consumidores al hacerles creer que estaban comprando el juego, cuando en realidad solo adquirían una licencia limitada que podía ser revocada a discreción de la empresa. Además, como también ha sucedido en otros casos, un grupo de modders desarrolló un mod llamado The Crew Revival, que permite a los jugadores conectarse a servidores personalizados o jugar en modo offline.
Ante la controversia, Ubisoft anunció en septiembre de 2024 su compromiso de agregar modos offline a The Crew 2 y The Crew Motorfest para garantizar que los jugadores puedan seguir disfrutando de estos títulos incluso sin conexión. Sin embargo, esta medida no apaciguó las críticas relacionadas con el cierre de los servidores del juego original.

### EA
Electronic Arts fue criticada por hacer que su juego Need for Speed (2015) fuera siempre en línea, a pesar de contar con modos para un jugador y multijugador. EA declaró posteriormente que esto se debía a que el juego era un mundo en constante expansión que se actualizaba constantemente y que sería necesario tomar instantáneas y publicarlas en Autolog, lo que otorgaría al jugador puntos de experiencia y otras recompensas si las instantáneas tenían suficiente éxito. Esto posteriormente generó más críticas. Finalmente, se descubrió que la razón de las drásticas caídas de la velocidad de fotogramas en Need for Speed en todas las plataformas se debía a la conexión siempre online. Debido a esto, EA decidió que todos sus juegos posteriores se pudieran jugar sin conexión, y el siguiente juego (Need for Speed Payback), contaba con un modo campaña para un jugador sin conexión.

### Sony
Sony Interactive Entertainment y Polyphony Digital fueron también criticadas por exigir que su último título, Gran Turismo 7, requiriera conexión constante a internet para guardar el progreso. El creador de la serie, Kazunori Yamauchi, explicó que esta decisión se tomó para evitar jaqueos y trampas, y que el modo Arcade era completamente jugable sin conexión. Esto recibió duras críticas por parte de los analistas, quienes señalaron la dificultad general del juego para obtener créditos y el requisito de conexión en línea como un factor clave para impulsar las microtransacciones. Más de una semana después del lanzamiento, el juego tuvo un periodo de mantenimiento durante el cual estuvo injugable durante más de un día antes de ser parcheado.

### Square Enix
Hitman (2016) fue criticado por necesitar siempre en línea para poder guardar en ciertas zonas de los niveles. La desarrolladora Square Enix aclaró que no habría solución, ya que el juego era "un mundo de asesinatos en constante evolución que crecerá junto con la comunidad con actualizaciones de contenido frecuentes entre los lanzamientos de cada ubicación. Este contenido en vivo incluye nuevos contratos, contratos de escalada, objetivos escurridizos e incluso desafíos adicionales". Si bien es posible jugar sin conexión, se han creado dos modos de guardado independientes para ambos modos.
Posteriormente, Square Enix recibió críticas por implementar DRM siempre activo en Final Fantasy X/X-2 HD Remaster en 2019, más de dos años después del lanzamiento del juego. Square Enix luego eliminó la actualización por completo.

### Otros
Activision ha implementado el siempre en línea recientemente sus juegos para PC a través de Battle.net, incluso con modos para un solo jugador. Ejemplos de esto son Call of Duty Modern Warfare (2019), Call of Duty: Modern Warfare Remastered, y Crash Bandicoot 4: It's About Time.
Quantum Break, un juego desarrollado por Remedy, también fue criticado por requerir conexión permanente en la versión para PC. Esto se debió a que los episodios en vivo, limitados a una resolución de 4K, debían transmitirse por streaming debido a limitaciones de almacenamiento según Microsoft. Sin embargo, es posible jugar sin conexión sin iniciar sesión en Microsoft, pero esto provocará que las escenas de acción en vivo se deshabiliten, las tablas de clasificación se vuelvan inaccesibles y, además, tendrá otra consecuencia: el protagonista, Jack Joyce, usará un parche pirata en el ojo, referenciando a la piratería.